# ناحیه ناپلئون، میشیگان
ناحیه ناپلئون (به انگلیسی: Napoleon Township) یک منطقهٔ مسکونی در ایالات متحده آمریکا است که در شهرستان جکسون، میشیگان واقع شده‌است.
 ناحیه ناپلئون  ۶٬۷۷۶ نفر جمعیت دارد و ۲۹۵ متر بالاتر از سطح دریا واقع شده‌است.